# Ver.di Jugend
Die ver.di Jugend ist die Jugendorganisation der Vereinten Dienstleistungsgewerkschaft ver.di. In ihr sind alle Mitglieder bis zum vollendeten 28. Lebensjahr automatisch zugeordnet. Die Gewerkschaft ver.di entstand 2001 durch den Zusammenschluss von fünf Einzelgewerkschaften und ist Mitglied im Deutschen Gewerkschaftsbund.
Die ver.di Jugend setzt sich für bessere Ausbildungs-, Arbeits- und Lebensbedingungen von Auszubildenden, Dual Studierenden und jungen Erwachsenen und eine solidarische Gesellschaft ein. Sie führt in diesem Rahmen auch Aktionen und Kampagnen durch.

## Struktur

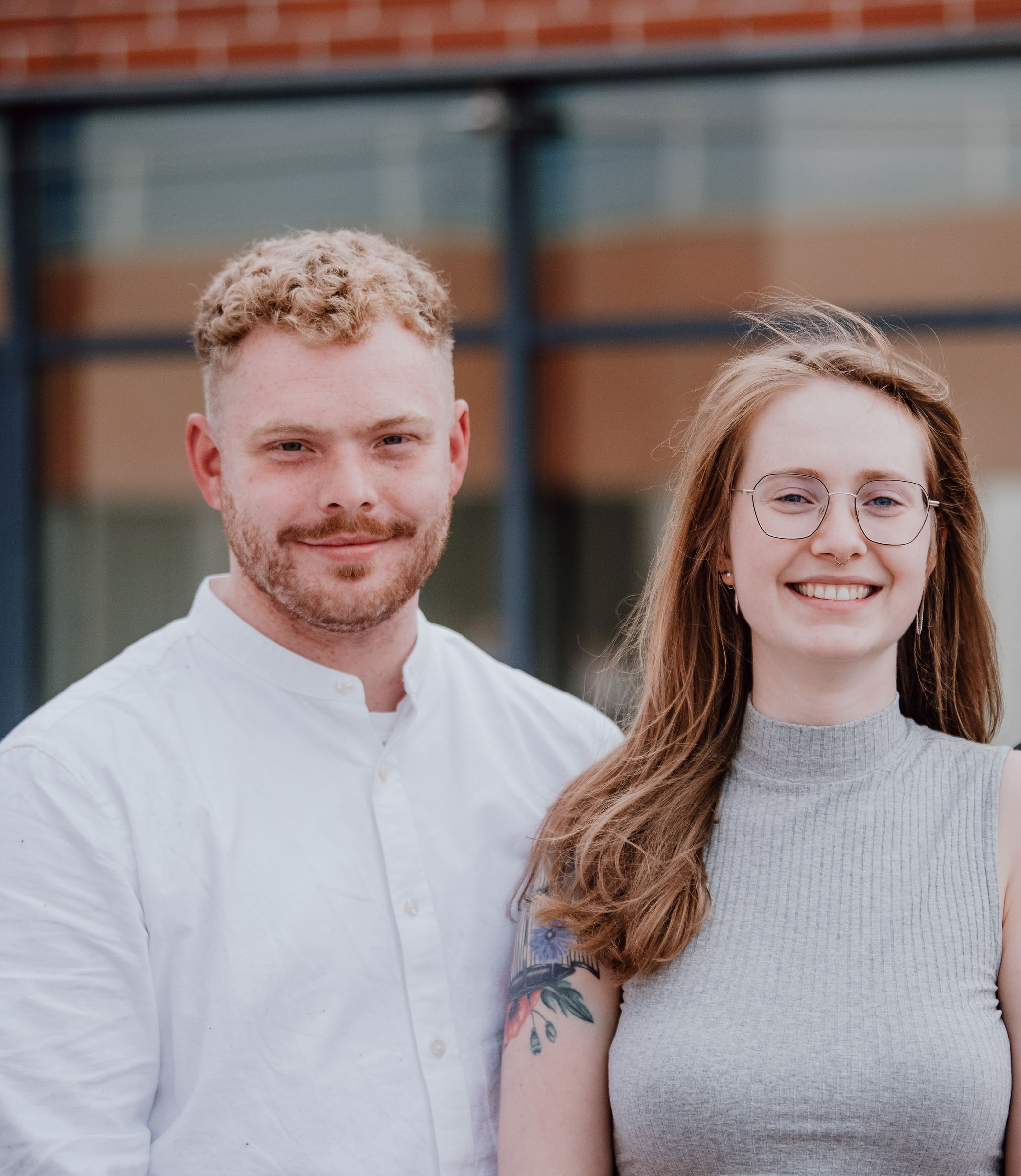
Die ehrenamtliche Geschäftsführung der ver.di Jugend (von links: Joshua Kensy, Deborah Neuenfeld)

Die ver.di Jugend ist analog ihrer Mutterorganisation in 10 Landesbezirke sowie 5 Fachbereiche unterteilt. Auf den organisatorischen Ebenen sind jeweils Vertretern der Fachbereiche und der Bezirke stimmberechtigt vertreten. Das höchste Organ ist die Bundesjugendkonferenz, die alle vier Jahre stattfindet. Zwischen den Konferenzen führt als höchstes Gremium der Bundesjugendvorstand die Geschäfte der ver.di Jugend. Im Bundesjugendvorstand sind ehrenamtliche Vertreter der zehn Landesbezirke und der Fachbereiche vertreten.
Die Fachbereiche verfügen teilweise über eigene Jugendgremien auf Bundes-, Landes-, Bezirks- sowie Ortsebene. Die gesamte Organisationsstruktur ist in der Jugendrichtlinie der ver.di Jugend geregelt. Der monatliche Regelbeitragssatz für Mitglieder entspricht 1 % des monatlichen Bruttoverdienstes. Schüler, Studierende, Wehr-, Zivildienstleistende zahlen jeweils einen Betrag von monatlich 2,50 Euro.
Dem Bundesjugendvorstand sitzt nach der Richtlinie der ver.di Jugend eine Geschäftsführung (GF BJV) vor, die von der Bundesjugendkonferenz gewählt wird. (Stand Februar 2014).
Ehrenamtlicher Vorsitzender der ver.di Jugend ist Joshua Kensy, stellvertretende Vorsitzende sind Deborah Neuenfeld und Anna-Luisa Jansen. Die Geschäftsführung wurde auf der Bundesjugendkonferenz im Mai 2023 von den Delegierten gewählt. Anna-Luisa Jansen wurde nachträglich durch den Bundesjugendvorstand gewählt. Auf allen Ebenen werden hauptamtliche Jugendsekretäre eingesetzt; Bundesjugendsekretärin ist Astrid Gorsky.

## Profil
Die ver.di Jugend versteht sich als Interessenvertretung für Nachwuchskräften und jungen Beschäftigten. Als Teil der vereinten Dienstleistungsgewerkschaft organisiert die ver.di Jugend bundesweit rund 105.000 [Stand: Dezember 2021] Auszubildende, dual Studierende, junge Beschäftigte, Schüler und Studierende. Aufgabe der ver.di Jugend ist es, zusammen mit den Fachbereichen, diese Zielgruppe anzusprechen, ihre Erfahrungen aufzugreifen und sie dabei zu unterstützen, ihre Interessen selbstorganisiert in politisches und gewerkschaftliches Handeln umzusetzen. Dies erfolgt in aller Regel in Zusammenarbeit mit den Jugend- und Auszubildendenvertretungen und ver.di Aktiven in den Betrieben und Dienststellen. Die ver.di Jugend ist auch in anderen Politikfeldern, zum Beispiel in der Gesellschaftspolitik, Mietenpolitik und Sozialpolitik, aktiv.

## Jugendtarifarbeit
Tarifarbeit ist das Herzstück der ver.di Jugend. Ausbildungs- und Arbeitsbedingungen verbessern sich aufgrund der unterschiedlichen Interessen der Arbeitgeber und Nachwuchskräften nicht von selbst. Eine starke Gewerkschaft kann mit ihren Mitgliedern in Verhandlungen mit den Arbeitgeberverbänden allerdings Verbesserungen der Arbeits- und Ausbildungsbedingungen durchsetzen. Dabei gilt eine Grundregel: Umso mehr junge Kollegen sich in der Gewerkschaft organisieren und engagieren, desto mehr Forderungen kann sie gegenüber den Arbeitgebern durchsetzen. Jede Tarifrunde in der ver.di Jugend hat eine ähnliche Dramaturgie: Die erste Phase ist die Forderungs- und Aktivitätsbefragung, die zweite Phase Mobilisierung- und Aktivierung, gefolgt von der dritten Phase Aktionen und Verhandlungen und der vierten Phase Ergebnis und Nachbereitung.
In den Tarifrunden von ver.di werden ehrenamtliche Tarifkommissionen beteiligt, in denen es eine verpflichtende Anzahl an Mandaten für die ver.di Jugend gibt. In ver.di können auch eigene Jugendtarifkommissionen gebildet werden, die über Tarifverträge zum Thema Ausbildung mitbestimmen können. Damit ist in der ver.di Satzung und Jugendrichtlinie eine strukturelle Verankerung von jungen Beschäftigten und Nachwuchskräften sichergestellt.

### Jugendtarifkampagnen

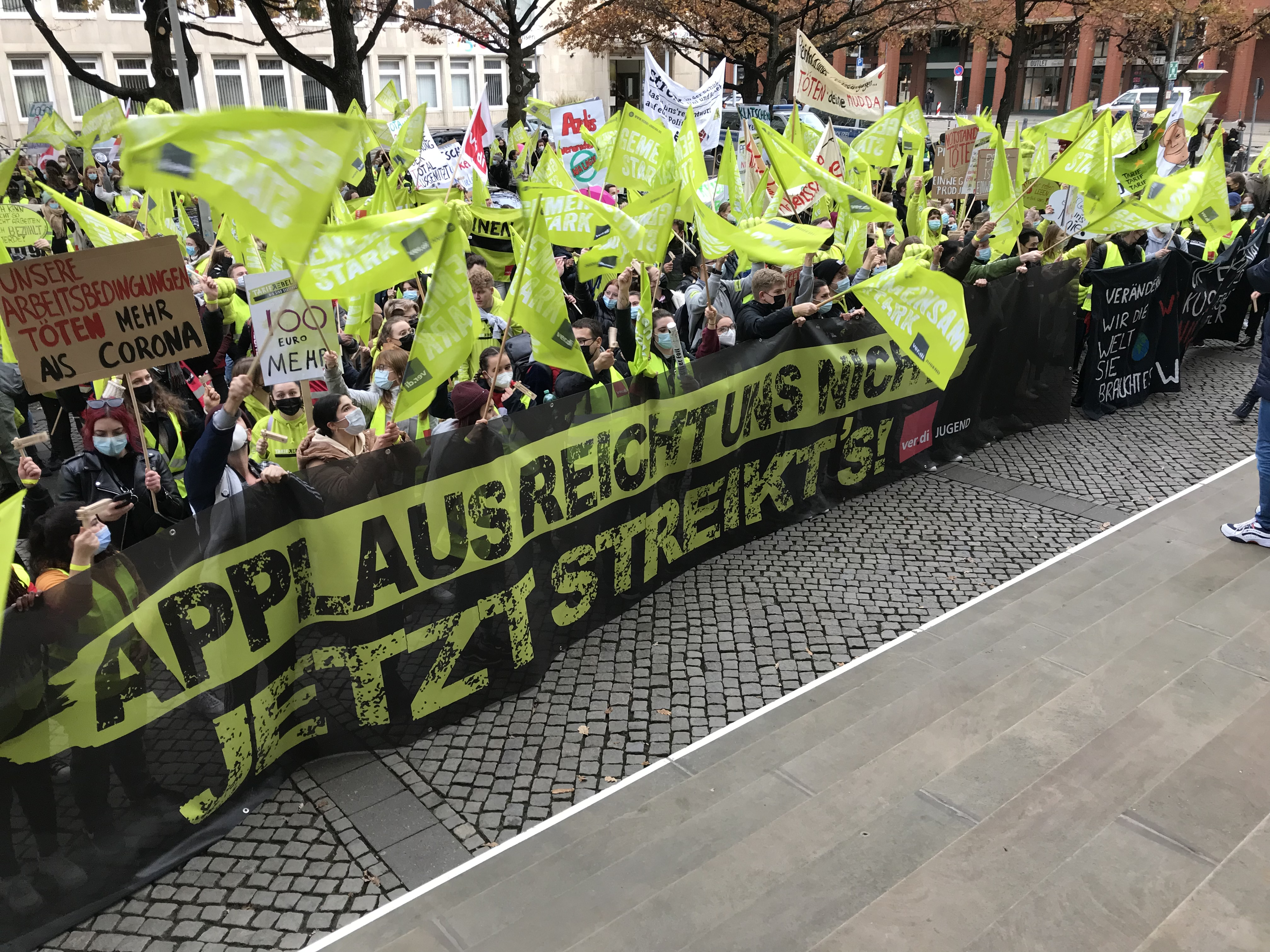
Jugendstreik der ver.di Jugend in der Tarifrunde der Länder 2021 in Hannover.

Die ver.di Jugend stellt Dachkampagnen für den betrieblichen Einsatz zur Verfügung. Mit einem einheitlichen Design, verschiedenen Materialien und Qualifikationsangeboten werden Aktive in den Betrieben dabei unterstützt und qualifiziert, weitere junge Kollegen für die Tarifrunde zu gewinnen und somit tarifliche Forderungen durchzusetzen. Die erste Jugendtarifkampagne hieß „Besser unbequem“, die von der Kampagne „tarifdeluxe“ abgelöst wurde. Die Jugendtarifkampagne „Tarifrebell*innen“ wurde im Jahr 2020 zusammen mit Ehrenamtlichen fertiggestellt. Sie enthält analoge und digitale Instrumente für jede Phase in einer Tarifrunde. Der Bundesjugendvorstand verabredete Anfang 2022 die Weiterentwicklung und Nutzung der Jugendtarifkampagne „Tarifrebell*innen“ bis Ende 2023. Alle Infos zu aktuellen Tarifrunden sind auf der Kampagnenseite unter www.tarifrebellion.de zu finden.
Im Jahr 2021 wurde die Tarifrebell*innen-Kampagne vom Deutschen Preis für Wirtschaftskommunikation in der Kategorie „Interaktive Engagementkampagne“ für das Finale nominiert.
Jugendstreiktage der ver.di Jugend

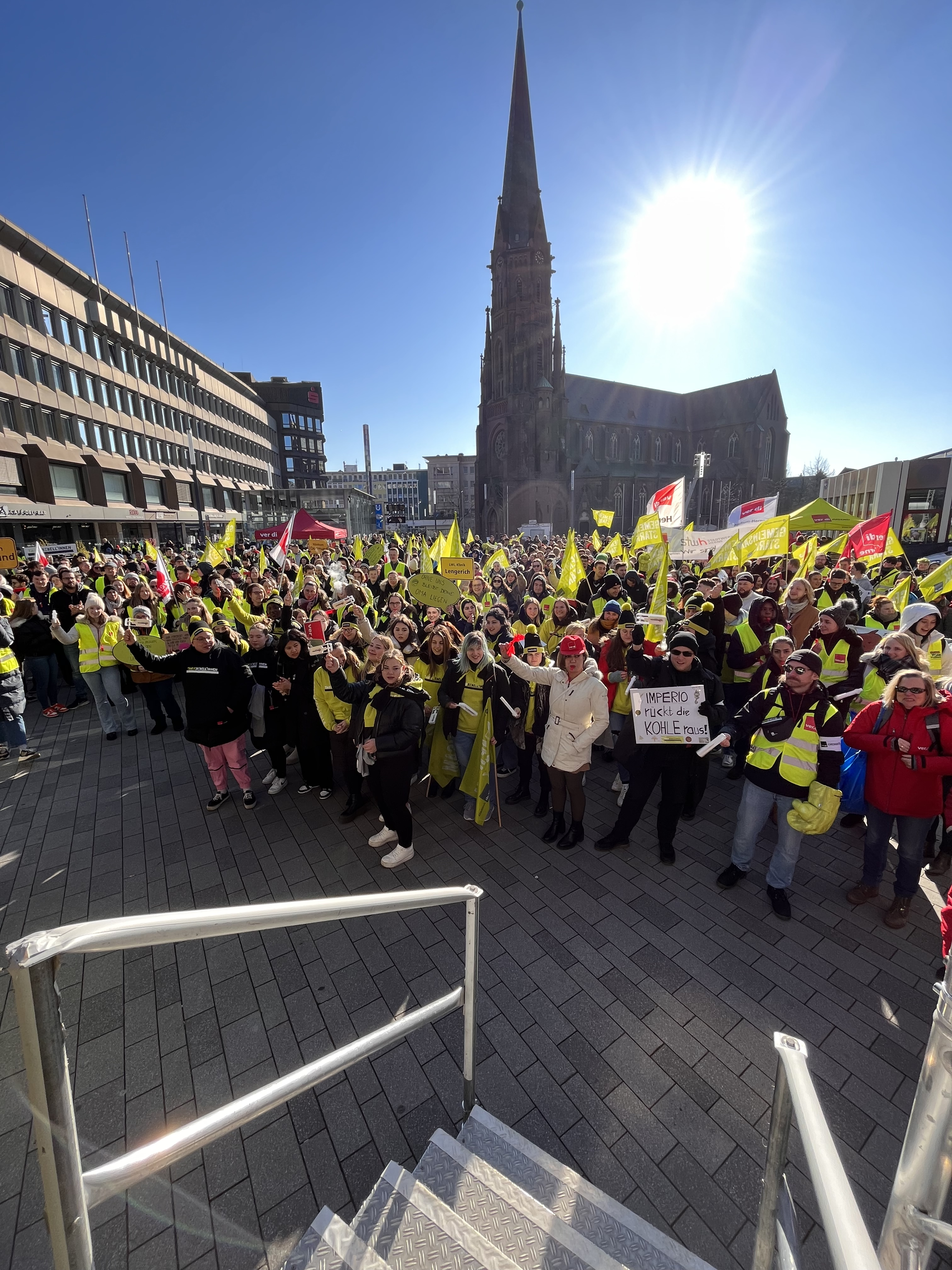
Jugendstreiktag im Rahmen der Tarifrunde öffentlicher Dienst Bund/Kommunen 2023 in Gelsenkirchen mit 1.500 Teilnehmenden

Im Jahr 2020 hat die ver.di Jugend erstmals die Auszubildenden und dual Studierenden in der Tarifrunde öffentlicher Dienst Bund / Kommunen zu einem Jugendstreiktag aufrufen müssen, an dem sich mehr als 3.000 Nachwuchskräfte beteiligten. Ver.di Vorsitzender Frank Werneke bezeichnete den Jugendstreik als folgerichtig, da sich die Arbeitgeber bei den Forderungen der Nachwuchskräfte stark zugeknöpft gezeigt hatten. Im Rahmen der Tarifrunde der Länder im Jahr 2021 hat die ver.di Jugend erneut Auszubildende und dual Studierende zu einem Jugendaktionstag aufgerufen. In der Tarif- und Besoldungsrunde im öffentlichen Dienst 2023 hat die ver.di Jugend erneut Auszubildende und dual Studierende am 1. März 2023 zu einem bundesweiten Jugendstreiktag aufgerufen. Dem Aufruf folgten mehr als 6.000 Nachwuchskräfte.
Der Jugendstreiktag dient dazu, die besonderen Forderungen und Ausbildungsbedingungen im öffentlichen Dienst sichtbarer zu machen. Insbesondere angehende Beschäftigte aus dem Gesundheitswesen, aber auch Nachwuchskräfte aus allen anderen Bereichen im öffentlichen Dienst sind den Aufrufen der ver.di Jugend gefolgt.

### Aktuelle tarifpolitische Erfolge der ver.di Jugend
Neben der Erhöhung von Ausbildungsvergütungen in allen Tarifbereichen von ver.di, kann die ver.di Jugend immer wieder qualitative Verbesserungen in Tarifrunden durchsetzen.

#### Bankgewerbe

##### Nachwuchskräftetarifvertrag bei den öffentlichen Banken
So ist es im Sommer 2021 gelungen im öffentlichen Bankgewerbe einen Nachwuchskräftetarifvertrag auszuhandeln, der die Tarifierung von dual Studierenden, ein Studienentgelt, sowie eine tarifliche Übernahmeregelung und Freistellungsansprüche vor Abschlussprüfungen vorsieht.

#### Friseurhandwerk

##### Regionale Tarifverträge im Friseurhandwerk
Im Jahr 2018 hat ver.di die Vergütungen im Friseurhandwerk in Sachsen-Anhalt, Thüringen, Baden-Württemberg und Niedersachsen verdoppeln oder stark erhöhen können. Vorangegangen war eine große Kampagne im Friseurhandwerk zur Organisierung der Auszubildenden. Vor der Kampagne haben Auszubildende im Friseurhandwerk teilweise deutlich weniger als die heutige Mindestausbildungsvergütung erhalten.

#### Öffentlicher Dienst

##### Tarifvertrag Entlastung an Unikliniken in Berlin und NRW
In Berlin konnte für die Beschäftigten und Auszubildenden der Charité und Vivantes im Jahr 2021 ein Tarifvertrag Entlastung durchgesetzt werden. Nachwuchskräfte erhalten demnach künftig zwei Einsatztage für die organisatorische Einarbeitung auf der Station, den Dienstplan acht Wochen im Voraus und Belastungspunkte für unterbesetzte Schichten, die als Freischicht nach der Übernahme eingesetzt werden können. Zusätzlich gibt es für Auszubildende bei Vivantes digitale Endgeräte für den schulischen und privaten Gebrauch.
In NRW konnte im Jahr 2022 ebenfalls ein Tarifvertrag Entlastung an den sechs Unikliniken erreicht werden. Hier wurde unter anderem das Verhältnis von Praxisanleitungen und Nachwuchskräfte der verschiedenen Ausbildungsberufe, der Lehrer und Nachwuchskräften der betriebseigenen Schulen und für einige Ausbildungsberufe verpflichtende strukturierte Ausbildungspläne und rechtzeitige Dienstpläne geregelt.

##### Tarifierung der schulisch-betrieblichen Nachwuchskräfte
Im Oktober 2018 hat die ver.di Jugend in Verhandlungen mit den Arbeitgebern im öffentlichen Dienst, eine Vergütung von null auf 1.000 Euro der schulischen Gesundheitsberufe, sowie deren Aufnahme in den Manteltarifvertrag erzielen können. Im Rahmen der #unbezahlt-Kampagne hatten sich zahlreiche Auszubildende in der ver.di Jugend organisiert und durch Aktionen Druck auf die Arbeitgeber ausgeübt.

##### Tarifierung von ausbildungsintegrierten dualen Studiengängen
In den Tarifbereichen des öffentlichen Dienstes Bund, Kommunen und Länder konnte im Januar 2020 ein Tarifergebnis für die Tarifierung von ausbildungsintegrierten dualen Studiengängen erreicht werden. Dual Studierende erhalten demnach nun eine Studienzulage, ein Studienentgelt, 30 Tage Urlaub, ein Anspruch auf Familienheimfahrten und eine Fahrtkostenerstattung bei Ausbildungsmaßnahmen außerhalb der Ausbildungsstätte.

## Arbeit mit Jugend- und Ausbildungsvertretungen
Die ver.di Jugend unterstützt aktiv die Jugend- und Ausbildungsvertretungen (JAV bzw. AV) in den Betrieben. JAVen / AVen setzen sich für ihre jungen Kollegen am Ausbildungs- und Arbeitsplatz ein. Dafür steht ihnen Mitbestimmungsrechte durch das Betriebsverfassungsgesetz bzw. (Landes-)Personalvertretungsgesetze zur Verfügung. Bei den Herausforderungen der JAV-Arbeit, wie z.B: die Überwachung der Einhaltung von Gesetzen und Tarifverträgen, die kontinuierliche Überprüfung der Ausbildungsqualität und der Einsatz für die Übernahme möglichst vieler Auszubildender, steht die ver.di Jugend diesen als starke Partnerin mit fachlicher und praktischer Unterstützung zur Seite. Die ver.di Jugend betreibt das Infoportal www.jav.info, auf dem sich angehende und aktive JAV-Mitglieder mit Erstinfos versorgt werden.

### Unterstützung bei der Wahl
Die ver.di Jugend unterstützt Betriebs- / Personalräte und junge Beschäftigte bei der Wahl der Jugend- und Ausbildungsvertretung in den Betrieben. Mit analogen und digitalen Instrumenten, wie z. B. einem digitalen Wahlhelfer, Muster-Schreiben und Zeitplänen erhalten ver.di Mitglieder praktisches Material, welches sie zur Wahl neuer Gremien nutzen können. In großen Betrieben tritt die ver.di Jugend zum Teil mit eigenen Listen und einem eigenen Wahlprogramm an, um die Ausbildungsqualität der Nachwuchskräfte langfristig zu verbessern.

### Schulungen und Coaching
Die ver.di Jugend unterstützt gewählte Mitglieder mit eigenen Schulungen, damit sie sich das theoretische und praktische Wissen für die Arbeit als JAV aneignen können. Die Seminare finden in der Regel in der ver.di Jugendbildungszentrale in Naumburg statt. Neben Einführungsseminaren, werden auch themenspezifische Seminare zur Bekämpfung von Diskriminierung, Umsetzung von Tarifverträgen oder der Verbesserung des Arbeits- und Gesundheitsschutzes angeboten. Die Seminare werden von Seminarleitern aus der betrieblichen Praxis durchgeführt, sodass die Erfahrungswerte als JAV aus anderen Betrieben an neue JAV-Mitglieder weitergegeben werden können. Bei den Seminaren wird auf ein Mix aus spannendem Input, praktischen Übungen und jede Menge Spaß gesetzt.
Darüber hinaus berät und coacht die ver.di Jugend JAV-Mitglieder bei Konflikten im Betrieb oder Problemen im eigenen JAV-Gremien zielorientiert. Neu gewählte JAVen erhalten von der ver.di Jugend einen Gutschein für ein Beratungsgespräch. Für die JAV-Arbeit im Betrieb bietet die ver.di Jugend z. B. Arbeitshilfen und Plakate/Flyer, Basismaterialien wie z. B. Visitenkarten und Power-Point-Präsentationen an.

### Netzwerk und Mitarbeit in Gremien
Die ver.di Jugend kann auf ein flächendeckendes Netzwerk und den Erfahrungsschatz einer der größten Dienstleistungsgewerkschaften der Welt zurückgreifen und die JAV mit Kompetenz, Fantasie und Power in ihrer täglichen Arbeit begleiten. Zur Vernetzung der JAV-Mitglieder bietet die ver.di Jugend in vielen Bezirken Stammtische oder Arbeitsgruppen an. Durch die Mitarbeit vieler JAV-Mitglieder in den ver.di Gremien fließen betriebliche Themen immer mit in die (tarif-)politische Arbeit der ver.di Jugend ein und können zusammen mit den ver.di Mitgliedern in den Betrieben auf verschiedenen Ebenen durchgesetzt werden.

## Jugend- und Ausbildungspolitik
Neben der betrieblichen und tarifpolitischen Arbeit engagiert sich die ver.di Jugend in jugend- und ausbildungspolitischen Themen.

### Mindestausbildungsvergütung
Die ver.di Jugend setzt auch für Mindeststandards für Auszubildende auf gesetzlicher Ebene ein, da insbesondere in Branchen mit wenig gewerkschaftlichen Strukturen und fehlender Tarifbindung die Ausbildungsbedingungen schlechter sind. Die ver.di Jugend konnte sich auf der Bundesjugendkonferenz 2017 der DGB-Jugend mit der Forderung nach einer Mindestausbildungsvergütung durchsetzen. Bis Ende 2019 war der Arbeitgeber laut Berufsbildungsgesetz zur Zahlung einer „angemessenen Ausbildungsvergütung“ verpflichtet. Die Vorstellung darüber, was als angemessen galt, gingen bei Auszubildenden und Arbeitgeber zum Teil weit auseinander. Nach erfolgreicher politischer Lobbyarbeit und gewerkschaftlichen Druck wurde zum 1. Januar 2020 die Mindestausbildungsvergütung eingeführt, die ab 2024 mit nach dem Durchschnitt aller Ausbildungsvergütungen erhöht wird.

### Umlagefinanzierte Ausbildungsgarantie
Die ver.di Jugend treibt seit mehreren Jahren innerhalb der DGB Gewerkschaften und in der Öffentlichkeit die Forderung nach einer umlagefinanzierten Ausbildungsgarantie voran. Hintergrund ist, dass aus Sicht der ver.di Jugend die Unternehmen flächendeckend immer weniger ausbilden und dadurch weniger junge Menschen ausgebildet werden können. Die Ausbildungsgarantie ist ein gesetzlich garantierter Anspruch auf einen Ausbildungsplatz für alle jugendlichen Ausbildungsinteressierten, die innerhalb eines Jahres keinen Ausbildungsplatz finden. Die ver.di Jugend möchte eine Verankerung der Garantie im SGB III, wodurch sie Teil der staatlichen Arbeitsmarktförderung werden würde.
Die Finanzierung soll aus Sicht der ver.di Jugend über einen Zukunftsfonds erfolgen, in den alle Betriebe einzahlen. Dadurch werden zusätzlich notwendige Ausbildungsplätze finanziert und die Ausbildungsleistung der Betriebe honoriert. Betriebe erhalten im Gegenzug aus dem Fonds finanziellen Ausgleich für ihr Ausbildungsengagement mittels einer Förderung der entstandenen Ausbildungskosten. Somit würde ein finanzieller Anreiz für Betriebe, als Kooperationspartner für Verbundausbildung zu fungieren oder zusätzliche Ausbildungsplätze bereitzustellen belohnt. Die im Jahr 2021 gewählte Koalition aus SPD, Grüne und FDP hat sich auf die Umsetzung einer Ausbildungsgarantie im Koalitionsvertrag zwar verständigt, die konkrete Ausgestaltung allerdings ausgelassen. Die ver.di Jugend lehnt eine Ausbildungsgarantie ohne Zukunftsfonds ab, da beide Bestandteile in ihrer Funktionsweise einander bedingen und eine Ausbildungsgarantie nur mit einem adäquaten Ausbildungsplatzangebot einhergehen kann.

## Seminare / Schulungen
Die ver.di Jugend bietet jedes Jahr zahlreiche Seminare für Mitglieder zu verschiedenen Themen an. Dies können aktuelle gesellschaftspolitische Themen, Schulungen zur persönlichen Weiterqualifizierung, wie Argumentationstrainings oder Rhetorikseminare, aber auch betriebliche Themen sein. Auch für JAVen gibt es ein umfangreiches Angebot, zur Unterstützung in der alltäglichen Arbeit. Dabei orientieren sich die Seminare vor allem an der Praxis, denn das Bildungsangebot soll das notwendige Handwerkszeug liefern, damit die Mitglieder wirkungsvoll aktiv werden können: für die Interessen im Betrieb, für demokratische Mitbestimmung und für soziale Gerechtigkeit. Weiterhin steht vor allem der Leitsatz „Gemeinsam weiterbilden macht Spaß“ im Vordergrund. Neben dem inhaltlichen Lernen geht es immer auch ums Kennenlernen, Vernetzen und neue Freunde finden. Für Mitglieder der ver.di Jugend sind die Seminare kostenlos. Die speziell für die JAV angelegten Seminare sind aber in jedem Fall für den Arbeitgeber kostenpflichtig. Die regionalen bzw. das bundesweite Bildungsprogramm(e) können entweder in der zuständigen ver.di Geschäftsstelle abgeholt oder in digitaler Version runtergeladen werden.

## Service vor Ort
Die ver.di Jugend bietet ihren Mitgliedern kostenfreien Service und Beratung in allen Fragen, welche die Ausbildung und Arbeit betreffen an. Die Mitgliedschaft schließt auch einen juristischen Rechtsschutz mit ein. Darüber hinaus bietet sie auch weitere Zusatzversorgungen an, wie z. B. eine Freizeit Unfallversicherung. Für reibungslose Abläufe stehen den ehrenamtlichen Mitgliedern der ver.di Jugend hauptamtliche Jugendsekretäre zur Verfügung. Sie begleiten auch die ehrenamtlichen Gremien der ver.di Jugend und der Gesamtorganisation in fachlichen Fragen rund um das Thema Ausbildung und (duales) Studium.

## Aktionen / Kampagnen
Die ver.di Jugend veranstaltet zu vielen Themen die die Jugendlichen und Auszubildenden betreffen Aktionen und Kampagnen in verschiedensten Formen. So werden von der ver.di Jugend z. B. kreative Straßenproteste und Demonstrationsformen, Öffentliche Aufklärungs- und Informationsarbeit betrieben. Sie positioniert sich aktiv und öffentlich zu aktuellen politischen Geschehnissen.
Ein Schwerpunktthema ist die Gleichstellung von Jugendlichen mit Migrationsgeschichte oder Fluchterfahrung. Über diverse Foren und Gremien arbeitet sie mit anderen Organisationen die antirassistisch engagiert sind zusammen.
Insbesondere in der Jugendtarifarbeit wird verstärkt auf Kampagnen gesetzt. Neben fachbereichspezifischen Kampagnen wie z. B. die Kampagne „besser abschneiden“ im Friseurhandwerk oder „unbequem“ für bisher unbezahlte Auszubildende an Unikliniken, entwickeln die Ehrenamtlichen der ver.di Jugend auch Kampagnen für große Flächentarifrunden.

## Gesellschaftspolitischer Schwerpunkt der ver.di Jugend
Der ehrenamtliche Bundesjugendvorstand der ver.di Jugend setzt sich seit 2019 jedes Jahr einen gesellschaftspolitischen Schwerpunkt, zu dem sie in einer Support-Crew – bestehend aus Aktiven der Betriebe – inhaltlich arbeiten. Die erarbeiteten Materialien und Aktionen können dann von Jugend- und Auszubildendenvertretungen und Aktiven der Betriebe selbstständig im Betrieb oder in Gremien der ver.di Jugend umgesetzt werden. Der aktuelle Schwerpunkt lautet Ableismus, also Diskriminierung aufgrund von Behinderungen/Beeinträchtigungen.
| Jahr | Gesellschaftspolitischer Schwerpunkt |
| ---- | ------------------------------------ |
| 2019 | #NoTddZ                              |
| 2020 | #StillLovingFeminism                 |
| 2021 | #GegenJedenAntisemitismus            |
| 2022 | #RefugeesWelcome                     |
| 2023 | #BarrierenEinreissen                 |
| 2024 | #MentalHealth                        |

## DGB-Jugend und Zusammenarbeit mit den Gewerkschaften
Die ver.di Jugend ist Teil der DGB-Jugend und damit Teil eines bundesweit anerkannten Jugendverbandes nach dem Jugendhilferecht. In einzelnen Bundesländern ist die ver.di Jugend darüber hinaus als eigener freier Träger der Jugendhilfe anerkannt. Als Teil der DGB-Jugend setzt sich ver.di für ihre Schwerpunktthemen ein und versucht, auch andere Mitgliedsgewerkschaften im DGB für ihre Themen zu gewinnen. Die ver.di Jugend solidarisiert sich auch regelmäßig mit den Tarifkonflikten der anderen Gewerkschaftsjugendverbänden, um ihren Kampf nach besseren Arbeits- und Ausbildungsbedingungen zu unterstützen.